# Zamarra
Pour les articles homonymes, voir Zamarra.
Zamarra est une commune de la province de Salamanque dans la communauté autonome de Castille-et-León en Espagne.